# 1939年3月22日メーメル返還記念メダル

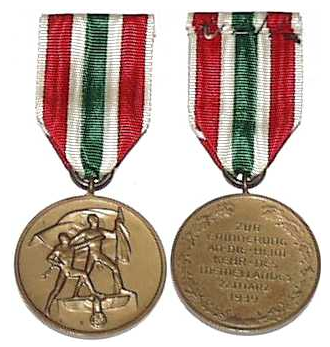

1939年3月22日メーメル返還記念メダル（Die Medaille zur Erinnerung an die Heimkerhr des Memllandes 22. März 1939）は、ナチス・ドイツの制定した勲章。
1939年3月22日にリトアニアからメーメルを返還させた記念に制定したメダルであり、メーメル返還に功績のあった者に授与された。1940年12月1日まで授与が行われ、総計31,322個が授与された。
メダルの表面のデザインは1938年3月13日記念メダルと同様のデザインである。裏面には「Zur Erinnerung an die Heimkerhr des Memellandes 22. März 1939（メーメルの返還を記念する。1939年3月22日）」と刻まれ、その文字の周りを柏葉が囲んでいる。メダルは銅製であった。